# Milan (Indiana)
Milan – miasto w Stanach Zjednoczonych, w stanie Indiana, w hrabstwie Ripley.